# 境運河
境運河（さかいうんが）は、神奈川県横浜市鶴見区と川崎市川崎区の境界にある運河のことである。神奈川県横浜市鶴見区安善町1丁目4番地先鉄道橋北側から京浜運河までの間のことを呼んでいる。

## 地理

### 隣接している区画・運河

#### 区画
- 安善町（鶴見区）
- 白石町（川崎区）
- 大川町（川崎区）

#### 運河
- 京浜運河
- 白石運河

## 運河データ
- 起点:白石町西端・安善町一丁目東端
- 終点:大川町西端・安善町二丁目東端
- 長さ:1280メートル[1]
- 幅:65メートル[1]
- 水深:3〜4メートル[1]

## 命名由来
この運河上に、横浜市鶴見区と川崎区の区境が走っていることからである。

## 境運河に架かる橋
- 白石橋